# Mohammed Abdullah Hassan
Sayyid Muhammad ʿAbd Allāh Hassān (in somalo: Sayid Maxamed Cabdille Xassan o Sayyid Mahammad Abdille Hassan, in arabo محمّد عبد اللّه حسّان‎?; Sacmadeeqa, 7 aprile 1856 – Imi, 21 dicembre 1920) è stato un condottiero somalo, soprannominato "the Mad Mullah" ("il mullā pazzo") dai britannici, che per 20 anni guidò in Somalia la resistenza armata contro le forze del Regno Unito, dell'Italia e dell'Etiopia.

## Biografia

### I primi anni
Hassan, che apparteneva al sotto-cabila Majeerten del wadalmuge Darod, nacque nel 1856 nella valle di Sa'Madeeq. Alcuni affermano che nacque a Kirrit nella Somalia settentrionale. A quel tempo, questa parte della Somalia era protettorato britannico e tra il 1884 ed il 1960 quest'area fu conosciuta come Somalia Britannica.
Hassan era il figlio primogenito dello sceicco Abdille, un Ogaden di etnia somala. Sua madre, anch'ella somala, apparteneva al cabila Dhulbahante. Il suo bisnonno, lo sceicco Ismaan di Bardee, era un uomo pio di grande rinomanza che lasciò la sua terra natìa, leggermente a nord di Qallafo lungo la valle del fiume Scebeli, in cui si trovano attualmente gli Ogaden, migrando a sud per stabilirsi con la comunità religiosa Somali a Bardera lungo il fiume Giuba. Suo nonno, Hasan Nur, a sua volta aveva lasciato la sua terra stabilendosi nella roccaforte di Dhulbahante nella Somalia nordorientale. Lì, fondò centri religiosi e dedicò se stesso al culto della divinità. Seguendo le orme di Hasan Nur, il padre di Hassan, Abdille, condusse una vita religiosa, sposandosi con molte donne di Dhulbahante da cui ebbe 30 figli di cui Hassan era il primo. La madre di Hassan, Timiro Sade, proveniva dal sotto-cabila Ali Geri, che era alleato con gli Ogaden.
Hassan crebbe fra i Dhulbahante dediti alla pastorizia che erano buoni pastori e guerrieri e che usavano dromedari come anche cavalli come cavalcature. L'eroe del giovane Hassan era suo nonno materno, Sade Mogan, che era un grande capo guerriero. Oltre a essere un buon cavaliere, all'età di 11 anni, Hassan imparò a memoria l'intero Corano (l'epiteto per chi impara a memoria il testo sacro dell'Islam è ḥāfiẓ ), e mise in mostra tutte le qualità di un promettente leader. Proseguì nella sua educazione religiosa e, quando nel 1875 suo nonno morì, Hassan fu grandemente afflitto per questa perdita. Dopo il 1875, operò come maestro coranico per due anni. La sua sete di conoscenza di cose islamiche era tanto intensa che egli abbandonò il suo lavoro e si dedicò per circa dieci anni a visitare numerosi famosi centri islamici d'insegnamento, inclusa Harar e Mogadishu, come pure alcuni centri del Sudan.
Hassan ricevette un'educazione da circa settantadue maestri religiosi somali e arabi. Nel 1891, tornato in patria, si sposò con una donna Ogadeni. Tre anni dopo, insieme a due suoi zii e undici altri compagni alcuni dei quali erano suoi parenti materni, si recò alla Mecca per il Hajj. Il gruppo rimase lì per un anno e mezzo e venne influenzato dal carismatico nascente ordine sufi della Salihiyya, guidato dal grande mistico Mohammed Salih, un sudanese, da cui Hassan ricevette una rigorosa formazione spirituale.
Hassan ne fu profondamente cambiato spiritualmente: un uomo scosso e colpito da timore reverenziale ma determinato a diffondere gli insegnamenti dell'ordine della Salihiyya in Somalia.

### Missione religiosa
Nel 1895, Hassan tornò a Berbera che era considerata dai britannici niente più che la loro 'rivendita di carni di Aden', dal momento che essi erano interessati soltanto a ricevere rifornimenti regolari di carne dalla Somalia grazie a quel porto della Colonia di Aden che era un avamposto dell'India britannica.
Approfittando della compiacenza britannica e della loro arroganza, l'Imperatore etiopico Menelik II chiese a Ras Makonnen, suo governatore della Provincia recentemente conquistata di Hararghe, d'inviare bande armate per depredare e occupare politicamente l'Ogaden. I britannici abbandonarono allora quest'area dei territori somali da essi conquistati.
A Berbera, Hassan non ebbe la possibilità di diffondere il suo insegnamento in accordo coi principi dell'ordine della Salihiyya a causa dell'ostilità degli abitanti che aderivano alla confraternita sufi della Qadiriyya che non criticavano (come faceva invece lui) il consumo del khat, che pensavano a rimpinzarsi del grasso proveniente dalla coda delle loro pecore e che erano fedelmente allineati alle regole della loro tradizionale Qadiriyya. Nel 1897, egli abbandonò Berbera per tornare tra i suoi consanguinei Dulbahante. Lungo la strada, in un posto chiamato Daymoole, egli incontrò alcuni Somali che erano ospitati in una missione cattolica. Quando chiese loro quale fosse la loro tribù e di dove fossero i loro genitori, gli orfani somali risposero che essi provenivano dal "cabila dei Padri (cattolici)". Questa risposta lo impressionò molto, dal momento che egli sentiva che "il dominio cristiano nel suo Paese equivaleva alla distruzione della fede del suo popolo".
Nel 1899, si verificò un evento sfortunato. Alcuni soldati delle forze armate britanniche s'imbatterono in Hassan e gli vendettero un'arma in loro dotazione. Quando fu loro chiesto dai superiori come essi avessero perso quell'arma, essi risposero che Hassan aveva rubato loro l'arma. Il 29 marzo 1899, il Viceconsole britannico gli scrisse una lettera particolarmente offensiva e di biasimo, ingiungendogli di restituire l'arma immediatamente a qualcuno dell'accampamento di Hassan che si sarebbe incaricato di riportare l'arma rubata. Ciò fece infuriare Hassan che spedì una replica assai sintetica, respingendo l'accusa di furto.
Mentre Hassan era stato realmente ostile agli imperialistici etiopici che avevano saccheggiato l'Ogaden somalo, questo relativamente trascurabile avvenimento lo portò in urto con i britannici. I sudditi di Sua Maestà e l'Imperatore etiopico Menelik II si unirono per colpire il movimento derviscio di Hassan e alcuni Somali che avevano collaborato con Menelik II contro di lui.

### Lotta armata
In vari suoi poemi e discorsi, Hassan enfatizzava come i britannici infedeli e che avessero "distrutto la nostra religione e reso i nostri figli loro figli" e che i cristiani etiopici, alleati con i britannici, erano giunti a saccheggiare la libertà politica e religiosa della nazione somala. Si impose presto come "campione della libertà politica e religiosa del suo Paese, contro tutti gli invasori cristiani". Promosse un'ordinanza religiosa secondo cui ogni cittadino somalo che non avesse accettato l'obiettivo dell'unità della Somalia e non avesse combattuto sotto la sua guida sarebbe stato considerato un kafir. Acquistò armi dall'Impero ottomano, dal Sudan, e da altri paesi islamici e/o arabi. Nominò suoi ministri o consiglieri in cariche di differenti aree o settori della Somalia. Lanciò un appello all'unità e all'indipendenza della Somalia.
Hassan organizzò i suoi seguaci-guerrieri. Il suo movimento derviscio aveva un carattere essenzialmente militare e lo Stato derviscio, caratterizzato da una rigida gerarchia e centralizzazione, era modellato sul modello della confraternita della Salihiyya.
Benché Hassan minacciasse di attaccare i cristiani via mare, portò il suo primo attacco lanciando la prima grande offensiva militare contro le truppe britanniche che stazionavano nella regione con i suoi 1500 dervisci equipaggiati con 20 fucili di concezione moderna (modem rifles).
Hassan inviò un suo uomo in Yemen in missione di spionaggio perché lo informasse sulla preparazione degli aerei britannici che avrebbero attaccato le sue forze. Mandò suoi emissari in tutto il Paese facendo appello ai somali per unirsi al suo movimento e molti di loro accettarono con entusiasmo.

## Contro l'Etiopia, la Gran Bretagna e l'Italia
Nel 1900, una spedizione etiopica che era stata inviata con l'obiettivo di arrestare o uccidere Hassan, razziò un gran numero di dromedari del cabila Mohamed-Subir in Ogaden. In risposta alla sua richiesta d'aiuto, Hassan attaccò la guarnigione etiopica a Giggiga il 4 marzo di quello stesso anno e recuperò tutti gli animali depredati. Questo successo rafforzò Hassan e la sua reputazione ne fu accresciuta.
In giugno, tre mesi dopo, Hassan effettuò un'incursione contro i cabila settentrionali, sotto la protezione dal Regno Unito, degli Eidagale e dei Isaaq e portò via loro circa 2.000 dromedari. Si guadagnò così un grande prestigio restituendo gli animali a quei cabila che se li erano visti razziare dagli Etiopici e usò il suo carisma e la sua abilità oratoria per migliorare ancor più la sua fama di conoscitore del Corano nella regione dell'Ogaden. Per indirizzare l'entusiasmo degli Ogaden verso un comune impegno, Hassan sposò la figlia di un prestigioso capotribù Ogaden e come contraccambio dette in sposa sua sorella, Tuhyar Sheikh Adbile, ad Abdi Mohammed Waale, un rispettato anziano dei Mohammed Subir.
Tuttavia, adiratosi subito per il suo governo autocratico, Hussen Hirsi Dala Iljech' - un capotribù di Mohammed Subir - complottò per ucciderlo. Le notizie circa il complotto trapelarono e Hassan ne venne a conoscenza. Fuggì allora, ma il suo Primo Ministro e amico, Aw 'Abbas, fu assassinato nel complotto. Alcune settimane più tardi, gli uomini dei Mohammed Subir inviarono una delegazione di pace composta da 32 uomini a Hassan, ma egli arrestò tutti i componenti della delegazione e li fece uccidere. Impressionati da questo crimine odioso, i Mohammed Subir chiesero l'aiuto degli etiopici e i Dervisci di Hassan si rifugiarono a Nugaal.
Hassan (oramai meglio conosciuto con l'appellativo onorifico di "Sayyid") raggiunse un accomodamento temporaneo con i Dulbahante, pagando un pesante prezzo di sangue come indennizzo. Ciò spaventò gli allevatori-pastori somali settentrionali, protetti dai britannici. Verso la fine del 1900, l'Imperatore etiopico Menelik propose un'azione congiunta ai britannici per colpire i Dervisci. Di conseguenza, il tenente colonnello britannico E.J. Swayne radunò una forza di 1.500 soldati somali, comandati 21 ufficiali europei e si mosse da Burco il 22 maggio 1901, mentre un esercito etiopico di circa 15.000 soldati partiva da Harar per congiungersi con le forze britanniche e spezzare il movimento dei Dervisci, che contavano su circa 20.000 uomini (il 40 % dei quali erano di cavalleria).
Durante il periodo 1901-1904, le forze dei Dervisci inflissero pesanti perdite ai loro nemici: Etiopici, Britannici ma anche Italiani. "I suoi successi attirarono sotto la sua bandiera anche Somali che non condividevano la sua fede religiosa". Il 9 gennaio 1904 nella piana di Jidaale (Jidballi), il comandante britannico, Generale Charles Egerton sterminò 7.000 Dervisci. Questa disfatta obbligò il Sayyid e ciò che restava dei suoi uomini a fuggire nel paese dei Migiurtini.
Verso il 1910, circa 600 Dervisci decisero di lasciare le file del Sayyid a causa del suo accentuato mancinismo, in un incontro mantenuto segreto sotto un grande albero, chiamato più tardi "Anjeel-tale-waa" (L'albero del mal consiglio). La loro defezione indebolì, demoralizzò e fece infuriare il Sayyid, e in quell'occasione egli compose il suo poema più famoso, intitolato "L'albero del mal consiglio".

## La spinta di Sayyid Mohammed verso il meridione
Durante la sua campagna per guadagnare alla propria causa guerrieri della Somalia meridionale, Sayyid Mohammed ricevette un enorme sostegno da parte della popolazione Marehan, che gli assicurò forze dall'hinterland della Somalia settentrionale, lungo l'intera regione del Giuba nella Somalia meridionale, da Serinley presso Bardera fino alla costa.
I contribuli Ogaden di Sayyid Mohammed Abd Allah Hassan non erano interamente dalla sua parte allorché i Marehan capirono l'importanza di essere a fianco del leader nazionalista nella sua missione di espellere il potere colonialista europeo. Da Serinley oltre Dolow, il secondo braccio dei Marehan non era contento di aprire un secondo fronte del confronto con le forze britanniche. Le pacifiche comunità fra Bardera e Dolow fino al Lago Tana in Africa orientale erano da tempo sedentarizzate prima dell'insurrezione di fine XIX secolo di Sayyid Mohammed Abd Allah Hassan.
I Marehan Rer Guri furono lieti e fondamentalmente desideravano riunire pacificamente il loro bestiame dai pascoli del Giuba al fiume Tana, dove essi erano insediati al tempo. I Marehan Galti della Somalia occidentale e centrale erano su posizioni antagonistiche. I settentrionali Gedo Sheikh di Ali Dheere, che al tempo erano concordi con i Rer Guri, erano lieti dello status quo.

## Consolidamento
Nel periodo tra il 1910 e il 1914, la capitale del Sayyid si spostò da Illig a Taleex, nel cuore del Nugaal, dove costruì tre fortini presidiati da guarnigioni. Edificò un grandioso palazzo per sé e assunse nuove guardie tra i cabila emarginati. Dal 1913, dominava l'intero hinterland della Penisola somala, edificando fortini a Jildali e Mirashi nel Warsangali, a Werder, a Qorahy, nell'Ogaden e a Belet-Weyn, nella Somalia meridionale. Il 9 agosto 1913, nella Battaglia di Dul Madoba, le forze dervisce attaccarono la tribù di Habar Yoonis presso Burco e uccisero o ferirono 57 membri del 110° "Polizia cammellata del Somaliland".  Tra i morti vi fu anche l'ufficiale britannico che comandava la Polizia montata, il col. Richard Corfield. Hassan immortalò questa azione nel suo poema, dal semplice titolo "Morte di Richard Corfield". Nello stesso anno, i dervisci attaccarono Berbera saccheggiandola e distruggendola. Nel 1914 furono fondati i "Corpi cammellati del Somaliland", intesi come una versione accresciuta e perfezionata del corpo di polizia.
Dal 1919, nonostante i britannici avessero costruito grandi forti per controllare i valichi tra le colline, Hassan e i suoi armati dilagarono, saccheggiando e uccidendo.
Il Sayyed e i suoi seguaci furono accomunati, nella visione che di loro si ebbe nel Giuba, ai combattenti del Sudan, quando l'Egitto khediviale dovette ritirarsi assieme ai britannici dal settentrione dei territori dell'Africa orientale, a seguito dell'insurrezione del Mahdi del Sudan, Muhammad ibn Abd Allah.

## Sconfitta
All'inizio del 1920, le forze britanniche attaccarono gli insediamenti dervisci con un'azione aerea e di terra ben coordinata, infliggendo una sonora sconfitta agli avversari. I forti di Hassan erano compromessi e le sue forze armate patirono pesanti perdite e ripiegarono precipitosamente in Ogaden. Lì, ancora grazie alla potenza evocatoria della sua poesia patriottica e del suo carisma, tentò di ricostituire il suo esercito, perfezionando la coalizione tra i cabila degli Ogaden che gli assicurarono ancora una volta il potere sul territorio. I britannici inviarono una delegazione di pace offrendogli un sussidio governativo e l'assegnazione di terre nella parte occidentale del Somaliland britannico dove avrebbe potuto insediarsi con i suoi seguaci, ma egli rifiutò la proposta e attaccò la delegazione mentre stava tornando alla sua base. Successivamente scoppiarono nell'Ogaden epidemie di vaiolo e peste bovina che provocarono la morte di quasi metà dei dervisci. Pochissimo tempo dopo, un raid tribale sotto la guida di Haaji Waraabe, armato e organizzato dai britannici eliminò i rimanenti dervisci e razziò circa 60.000 animali senza riuscire a catturare Hassan. Con alcuni seguaci, egli si rifugiò nell'Arsi Oromo, in Etiopia, dove cercò di contrarre nuovi matrimoni per rendere maggiormente stabile la sua posizione.

## Morte
Il 21 dicembre 1920, Hassan morì di influenza spagnola all'età di 64 anni. Secondo alcune fonti Hassan sarebbe morto a Hinna, dove si sarebbe trovata pure la sua tomba, nel 1938 già ridotta ad un cumulo di detriti. Concordano altre fonti affermando sia stato seppellito vicino a Imi (Imay per gli inglesi), città della regione somala dell'Etiopia, che si trova appunto vicino a Hinna, aggiungendo però che il punto esatto oggi non è noto, anche se i somali lo hanno ricercato. Comunque, verso la metà del 2009, l'amministrazione della Regione di Somali ha dichiarato che i resti di Mohammed Abdullah Hassan saranno riesumati e risepolti nel suo vecchio castello di Imme. Anche se la maggior parte delle persone che conoscevano l'esatta ubicazione della tomba di Hassan è morta ormai da molto tempo, il ministro per l'Informazione Regionale Guled Casowe ha detto in un'intervista alla Sezione somala della VOA, che, sia pur poche, persone anziane che possono rivelare i dettagli della tomba di Hassan potrebbero essere ancora vive, rendendo la ricerca possibile. La Regione di Somali dell'Etiopia sta cercando di eseguire dei test del DNA su dei campioni per determinare se i resti che si trovano in alcuni cimiteri a Gindhir, possano essere quelli di Sayid Mohammed Abdullah Hassan.